# Крейг (Аляска)
Крейг (англ. Craig) — місто (англ. city) на західному узбережжі острова Принца Уельського. Адміністративно входить до складу неорганізованого боро штату Аляска (США). Населення — 1036 осіб (2020).
Крейг є найбільшим населеним пунктом на острові Принца Уельського, четвертий за величиною островом США. Роком заснування міста вважається 1907 рік, коли Крейг Міллер за допомогою індіанців хайда, що переселилися сюди з Хайда-Гуаі, побудував на сусідньому острові солільню. І досі основою економіки Крейга є промислове рибальство.

## Географія
Крейг розташований за координатами 55°29′33″ пн. ш. 133°6′48″ зх. д. / 55.49250° пн. ш. 133.11333° зх. д. (55.492520, -133.113360). Місто включено до зони перепису населення Принца Уельського — Гайдеру. За даними Бюро перепису населення США в 2010 році місто мало площу 24,67 км², з яких 18,65 км² — суходіл та 6,01 км² — водойми.

### Клімат
| Клімат : Крейг          | Клімат : Крейг | Клімат : Крейг | Клімат : Крейг | Клімат : Крейг | Клімат : Крейг | Клімат : Крейг | Клімат : Крейг | Клімат : Крейг | Клімат : Крейг | Клімат : Крейг | Клімат : Крейг | Клімат : Крейг | Клімат : Крейг |
| Показник                | Січ.           | Лют.           | Бер.           | Квіт.          | Трав.          | Черв.          | Лип.           | Серп.          | Вер.           | Жовт.          | Лист.          | Груд.          | Рік            |
| Абсолютний максимум, °C | 18,3           | 17,8           | 16,7           | 23,3           | 30,0           | 32,2           | 26,1           | 28,9           | 24,4           | 22,8           | 15,0           | 14,4           | 32,2           |
| Середній максимум, °C   | 4,1            | 5,2            | 6,2            | 9,6            | 12,8           | 15,6           | 16,9           | 17,5           | 15,1           | 11,0           | 7,0            | 5,4            | 10,6           |
| Середній мінімум, °C    | −1,3           | −0,3           | −0,1           | 2,3            | 5,3            | 8,6            | 10,7           | 10,8           | 9,1            | 5,6            | 2,1            | 0,6            | 4,5            |
| Абсолютний мінімум, °C  | −18,9          | −15            | −15,6          | −9,4           | −5             | −1,1           | 3,3            | 0,6            | −1,1           | −5             | −11,7          | −16,7          | −18,9          |
| Норма опадів, мм        | 209            | 213            | 205            | 188            | 137            | 77             | 105            | 153            | 258            | 332            | 312            | 274            | 2465           |
| Днів з опадами          | 20             | 17             | 21             | 19             | 18             | 15             | 18             | 18             | 20             | 23             | 22             | 22             | 233,0          |
| ----------------------- | -------------- | -------------- | -------------- | -------------- | -------------- | -------------- | -------------- | -------------- | -------------- | -------------- | -------------- | -------------- | -------------- |
| Джерело:                |                |                |                |                |                |                |                |                |                |                |                |                |                |

## Демографія
Згідно з переписом 2010 року, у місті мешкала 1201 особа в 470 домогосподарствах у складі 293 родин. Густота населення становила 49 осіб/км².  Було 537 помешкань (22/км²).
Расовий склад населення:
| - 65,0 % — білих - 20,0 % — корінних американців - 0,7 % — азіатів - 0,3 % — чорних або афроамериканців - 0,2 % — вихідців з тихоокеанських островів |

До двох чи більше рас належало 13,3 %. Частка іспаномовних становила 3,2 % від усіх жителів.
За віковим діапазоном населення розподілялося таким чином: 28,2 % — особи молодші 18 років, 64,7 % — особи у віці 18—64 років, 7,1 % — особи у віці 65 років та старші. Медіана віку мешканця становила 36,4 року. На 100 осіб жіночої статі у місті припадало 122,4 чоловіків;  на 100 жінок у віці від 18 років та старших — 116,0 чоловіків також старших 18 років.
Середній дохід на одне домашнє господарство  становив 73 758 доларів США (медіана — 63 229), а середній дохід на одну сім'ю — 78 988 доларів (медіана — 71 111). Медіана доходів становила 53 194 долари для чоловіків та 36 346 доларів для жінок. За межею бідності перебувало 13,9 % осіб, у тому числі 25,8 % дітей у віці до 18 років та 0,8 % осіб у віці 65 років та старших.
Цивільне працевлаштоване населення становило 665 осіб. Основні галузі зайнятості: сільське господарство, лісництво, риболовля — 19,8 %, освіта, охорона здоров'я та соціальна допомога — 17,0 %, роздрібна торгівля — 14,1 %.